# Họ Suyên biển
Họ Suyên biển (danh pháp khoa học: Surianaceae, đồng nghĩa: Stylobasiaceae J. Agardh) là một họ thực vật hạt kín trong bộ Fabales. Nó có sự phân bố rất bất thường: chi Recchia là bản địa của México, còn loài duy nhất của chi Suriana là suyên biển (Suriana maritima) lại là loài thực vật duyên hải có sự phân bố rộng khắp vùng nhiệt đới; còn 3 chi còn lại lại là đặc hữu của Australia. Tổng cộng, họ này có khoảng 8 loài.
Các loài trong họ này là cây bụi nhỏ tới dạng cây gỗ cao.

## Các chi
- Cadellia
- Guilfoylia
- Recchia (bao gồm cả Rigiostachys)
- Stylobasium
- Suriana: 1 loài, suyên biển (S. maritima).

## Phát sinh chủng loài
Về các mối quan hệ phát sinh chủng loài, xem Forest và ctv. (2007); [[Recchia + Cadellia]] [Suriana [Guilfoylia + Stylobasium]] dường như là cấu trúc phân chia nhánh trong nội bộ họ này. Mặc dù các thể hạt ống sàng của Stylobasium là khác biệt, do có các hạt tinh bột sàng và các sợi protein tạo thành một lớp vỏ ngoại biên, nhưng dường như có rất ít lý do để công nhận Stylobasiaceae như là họ đơn chi.
Họ Surianaceae từng được gộp trong bộ Rosales, họ Simaroubaceae (họ này trong Wikipedia coi là thuộc bộ Sapindales theo phân loại của APG) trong hệ thống Cronquist năm 1981 và trong bộ Rutales như là một họ tách biệt.
Cây phát sinh chủng loài dưới đây lấy theo Forest và ctv. (2007).

|  | Recchia  |
|  |          |
|  | Cadellia |
|  |          |

|  | Suriana                                                    |
|  |                                                            |
|  | \| \| Guilfoylia \| \| \| \| \| \| Stylobasium \| \| \| \| |
|  |                                                            |
|  | Guilfoylia                                                 |
|  |                                                            |
|  | Stylobasium                                                |
|  |                                                            |

|  | Guilfoylia  |
|  |             |
|  | Stylobasium |
|  |             |

|  | Recchia  |
|  |          |
|  | Cadellia |
|  |          |

|  | Suriana                                                    |
|  |                                                            |
|  | \| \| Guilfoylia \| \| \| \| \| \| Stylobasium \| \| \| \| |
|  |                                                            |
|  | Guilfoylia                                                 |
|  |                                                            |
|  | Stylobasium                                                |
|  |                                                            |

|  | Guilfoylia  |
|  |             |
|  | Stylobasium |
|  |             |

## Hình ảnh

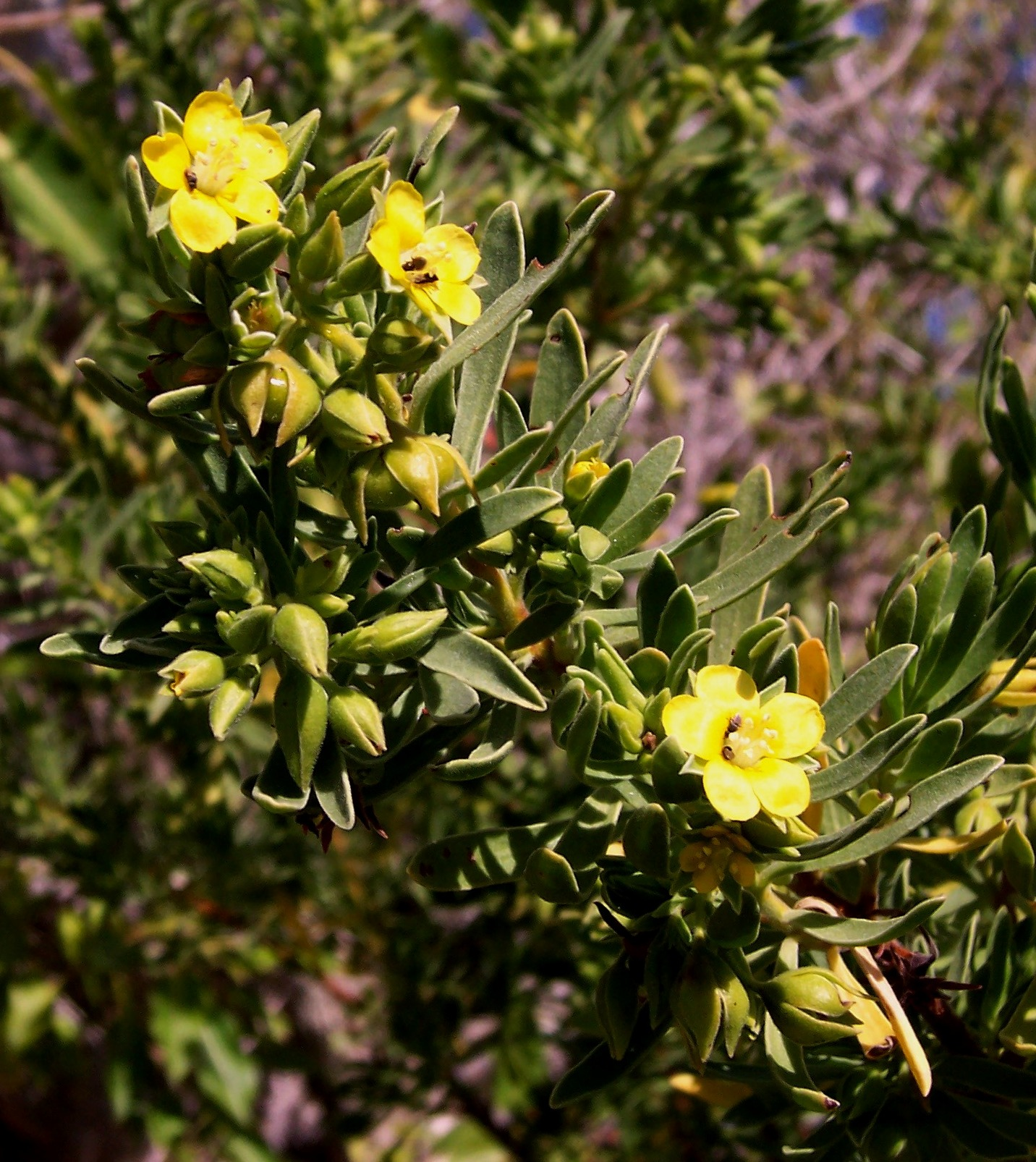
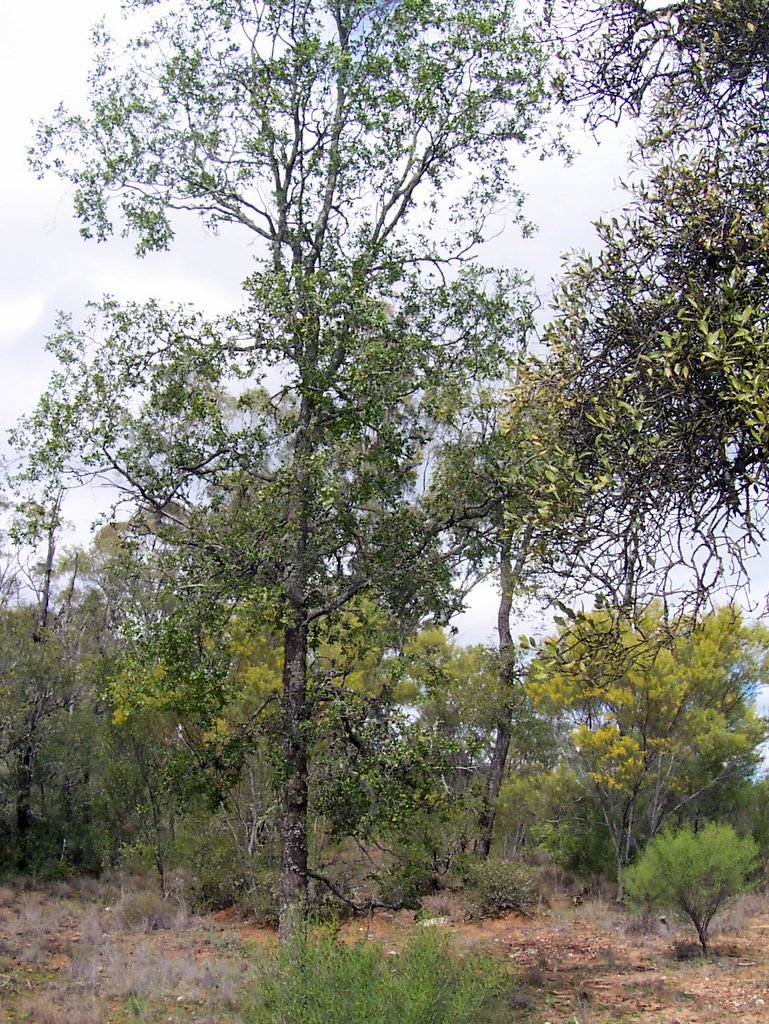